# Missa solemnis
Missa solemnis là bộ lễ thường bằng tiếng Latinh dùng trong thánh lễ trọng. Các tác phẩm hợp xướng này đặc biệt phát triển trong thời kỳ âm nhạc Cổ điển. Một số tác phẩm nổi tiếng gồm:
- Bộ lễ cung Si thứ của Johann Sebastian Bach
- Bộ lễ cung Rê trưởng của Ludwig van Beethoven
- Missa cung Đô thứ, K. 139, Missa cung Đô trưởng, K. 337, và Missa cung Đô thứ, K. 427 của Wolfgang Amadeus Mozart
- Messa solenne của Luigi Cherubini
- Missa solemnis số 2 của Carl Maria von Weber
- Petite messe solennelle của Gioachino Rossini
- Messe solennelle của Hector Berlioz
- Missa solennis zur Einweihung der Basilika in Gran của Franz Liszt
- Missa solemnis của Anton Bruckner